# Upplands runinskrifter 316
Upplands runinskrifter 316 är en vikingatida runsten av granit i Harg, Skånela socken och Sigtuna kommun.
Runstenen är inmurad i en sockel på Hargs säteri. Den ligger horisontellt och är 1,5 meter lång samt cirka 0,4 meter bred. Runornas höjd varierar mellan 5 och 6 centimeter.

## Inskriften
Translitterering av runraden:
þorþr ' a bro
Normalisering till runsvenska:
Þorðr a bro.
Översättning till nusvenska:
Tord äger bron.
Porðr är Gunnar och Holmdis son, de reste runsten U 315 till sonens minne och byggde bron, som är tydligen meningen i den korta inskriften.
Innan stenen flyttades till säteriet var den uppställd tillsammans med en annan sten (U 315) vid en plats med namnet Odinsholmen. Den andra stenen är försvunnen och hade inskriften: "Gunnar, Farulvs son, ocli Holmdis gjorde minnesmärket efter Tord, sin son. Och Opir ristade."
Den nämnda bron tolkas som en vägbank, liksom hos Jarlabankestenarna.